# Sex with an X
Sex with an X è il secondo album in studio dal gruppo rock scozzese The Vaselines. È stato pubblicato il 14 settembre 2010 dalla etichetta discografica Sub Pop.
Il primo singolo estratto dall'album, I Hate The 80's è stato pubblicato il 10 giugno 2010. Il secondo singolo, Sex with an X, è stato pubblicato il 24 agosto 2010.

## Tracce
1. Ruined – 2:11
2. Sex with an X – 3:34
3. The Devil's Inside Me – 4:34
4. Such a Fool – 2:56
5. Turning It On – 3:37
6. Overweight But Over You – 3:05
7. Poison Pen – 4:18
8. I Hate The 80s – 3:29
9. Mouth To Mouth – 3:35
10. Whitechapel – 3:31
11. My God's Bigger Than Your God – 2:51
12. Exit the Vaselines – 4:36